# Teramo Calcio 2003-2004

## Rosa
| N. |                     | Ruolo | Calciatore                     |
| -- | ------------------- | ----- | ------------------------------ |
|    | Italia (bandiera)   | D     | Alessandro Armenise            |
|    | Paraguay (bandiera) | D     | Óscar Omar Ayala               |
|    | Italia (bandiera)   | C     | Mattia Biso                    |
|    | Italia (bandiera)   | C     | Luca Bonfanti                  |
|    | Italia (bandiera)   | D     | Francesco De Falco             |
|    | Italia (bandiera)   | A     | Andrea Deflorio                |
|    | Italia (bandiera)   | C     | Antonio De Rosa                |
|    | Italia (bandiera)   | D     | Mauro Facci                    |
|    | Italia (bandiera)   | D     | Moreno Longo                   |
|    | Italia (bandiera)   | A     | Massimo Manca                  |
|    | Italia (bandiera)   | P     | Roberto Mancinelli             |
|    | Italia (bandiera)   | C     | Nicola Mancino                 |
|    | Italia (bandiera)   | C     | Benedetto Mangiapane           |
|    | Italia (bandiera)   | C     | Alessandro Manni               |
|    | Brasile (bandiera)  | D     | Marco Aurélio Cunha dos Santos |

| N. |                            | Ruolo | Calciatore            |
| -- | -------------------------- | ----- | --------------------- |
|    | Italia (bandiera)          | C     | Davide Matteini       |
|    | Italia (bandiera)          | C     | Crocefisso Miglietta  |
|    | Italia (bandiera)          | C     | Attilio Nicodemo      |
|    | Nigeria (bandiera)         | D     | Daniel Ola            |
|    | Italia (bandiera)          | P     | Marco Paoloni         |
|    | Canada (bandiera)          | A     | Rocco Placentino      |
|    | Italia (bandiera)          | C     | Vincenzo Platone      |
|    | Italia (bandiera)          | C     | Daniele Quadrini      |
|    | Italia (bandiera)          | A     | Francesco Sanetti     |
|    | Costa d'Avorio (bandiera)  | D     | Ibrahiman Scandroglio |
|    | Italia (bandiera)          | C     | Christian Scarlato    |
|    | Nuova Caledonia (bandiera) | A     | Vincent Taua          |
|    | Italia (bandiera)          | D     | Francesco Vincenti    |
|    | Italia (bandiera)          | D     | Gianluca Zanetti      |

## Risultati

### Campionato

#### Girone di andata
| 31 agosto 2003 1ª giornata | Taranto | 1 – 2 | Teramo |  |

| 7 settembre 2003 2ª giornata | Teramo | 1 – 1 | Sambenedettese |  |

| 14 settembre 2003 3ª giornata | Giulianova | 1 – 0 | Teramo |  |

| 21 settembre 2003 4ª giornata | Teramo | 1 – 2 | Paternò |  |

| 28 settembre 2003 5ª giornata | Vis Pesaro | 3 – 1 | Teramo |  |

| 5 novembre 2003 6ª giornata | Teramo | 2 – 1 | Crotone |  |

| 12 ottobre 2003 7ª giornata | Lanciano | 2 – 0 | Teramo |  |

| 19 ottobre 2003 8ª giornata | Teramo | 0 – 1 | Martina |  |

| 26 ottobre 2003 9ª giornata | Teramo | 2 – 0 | Chieti |  |

| 2 novembre 2003 10ª giornata | Fermana | 2 – 0 | Teramo |  |

| 9 novembre 2003 11ª giornata | Teramo | 0 – 2 | Acireale |  |

| 16 novembre 2003 12ª giornata | L'Aquila | 1 – 2 | Teramo |  |

| 23 novembre 2003 13ª giornata | Sora | 0 – 0 | Teramo |  |

| 7 dicembre 2003 14ª giornata | Teramo | 2 – 2 | Sporting Benevento |  |

| 14 dicembre 2003 15ª giornata | Foggia | 0 – 3 | Teramo |  |

| 21 dicembre 2003 16ª giornata | Teramo | 2 – 2 | Catanzaro |  |

| 6 gennaio 2003 17ª giornata | Viterbese | 2 – 4 | Teramo |  |

#### Girone di ritorno
| 11 gennaio 2004 18ª giornata | Teramo | 2 – 1 | Taranto |  |

| 18 gennaio 2004 19ª giornata | Sambenedettese | 1 – 0 | Teramo |  |

| 1º febbraio 2004 20ª giornata | Teramo | 2 – 1 | Giulianova |  |

| 8 febbraio 2004 21ª giornata | Paternò | 0 – 0 | Teramo |  |

| 15 febbraio 2004 22ª giornata | Teramo | 1 – 0 | Vis Pesaro |  |

| 22 febbraio 2004 23ª giornata | Crotone | 2 – 0 | Teramo |  |

| 7 marzo 2004 24ª giornata | Teramo | 2 – 1 | Lanciano |  |

| 14 marzo 2004 25ª giornata | Martina | 1 – 1 | Teramo |  |

| 21 marzo 2004 26ª giornata | Chieti | 1 – 0 | Teramo |  |

| 28 marzo 2004 27ª giornata | Teramo | 1 – 2 | Fermana |  |

| 4 aprile 2004 28ª giornata | Acireale | 1 – 0 | Teramo |  |

| 10 aprile 2004 29ª giornata | Teramo | 3 – 0 | L'Aquila |  |

| 18 aprile 2004 30ª giornata | Teramo | 3 – 2 | Sora |  |

| 25 aprile 2004 31ª giornata | Sporting Benevento | 1 – 0 | Teramo |  |

| 2 maggio 2004 32ª giornata | Teramo | 2 – 0 | Foggia |  |

| 9 maggio 2004 33ª giornata | Catanzaro | 2 – 0 | Teramo |  |

| 16 maggio 2004 34ª giornata | Teramo | 1 – 2 | Viterbo |  |